# Rödånäs
Rödånäs is een plaats in de gemeente Umeå in het landschap Västerbotten en de provincie Västerbottens län in Zweden. De plaats heeft 106 inwoners (2005) en een oppervlakte van 16 hectare. De plaats ligt aan de rivier de Vindelälven, op de plaats waar de rivier de Rödån uitmondt in deze grotere rivier.

## Verkeer en vervoer
Bij de plaats loopt de Länsväg 363.